# ليونارد هيل (كاتب)
ليونارد هيل (بالإنجليزية: Leonard Hill)‏ هو كاتب سيناريو أمريكي، ولد في 11 أكتوبر 1947، وتوفي في 7 يونيو 2016.

## وصلات خارجية
- ليونارد هيل على موقع IMDb (الإنجليزية)